# Jan Koum
Pour les articles homonymes, voir Koum.
Jan Koum, né le 24 février 1976 à Kiev (RSS d'Ukraine, aujourd'hui l'Ukraine), est un entrepreneur, CEO et cofondateur - en 2009 avec Brian Acton - de l'application WhatsApp.

## Biographie

### Enfance et débuts
Jan Koum naît dans une famille juive ashkénaze. Il grandit à Fastiv près de Kiev puis émigre aux États-Unis à l'âge de 16 ans,. Il s'installe avec sa mère à Mountain View, dans la Silicon Valley. Il apprend l'informatique seul, en lisant des manuels.
Il entre à l'université de San Jose et travaille en parallèle chez Ernst and Young comme consultant en sécurité informatique.

### Carrière

#### Yahoo
Koum travaillait dans le service de publicité de Yahoo! jusqu'en 2007, date à laquelle il a démissionné en même temps que Brian Acton.

#### WhatsApp
Ensemble, ils ont développé l’idée d’une application permettant aux gens de communiquer sans que leurs conversations ne soient enregistrées. En 2013, Google a proposé d'acheter l'application pour 1 milliard de dollars.
En 2014, Jan Koum intègre le conseil d'administration de Facebook à la suite du rachat de Whatsapp par Facebook pour 19.3 milliards de dollars. Cette vente lui permet, la même année, d'entrer dans la liste du magazine Forbes des 400 plus riches Américains, en 62e position, avec une fortune estimée à plus de 7,5 milliards de dollars.
Le 17 novembre 2014, il donne un million de dollars à la fondation FreeBSD. Il déclare que Yahoo utilise ce système d'exploitation depuis la fin des années 1990, et  les serveurs de WhatsApp depuis la création du projet.
Le 30 avril 2018, il annonce qu'il quitte le conseil d'administration de Facebook à la suite de désaccords concernants la vie privée et le chiffrement des données. En 2014, Koum avait vendu Whatsapp à Facebook pour 19 milliards de dollars, dont 3 milliards constitués d'actions Facebook octroyées à Koum et à son partenaire Brian Acton.

## Fortune

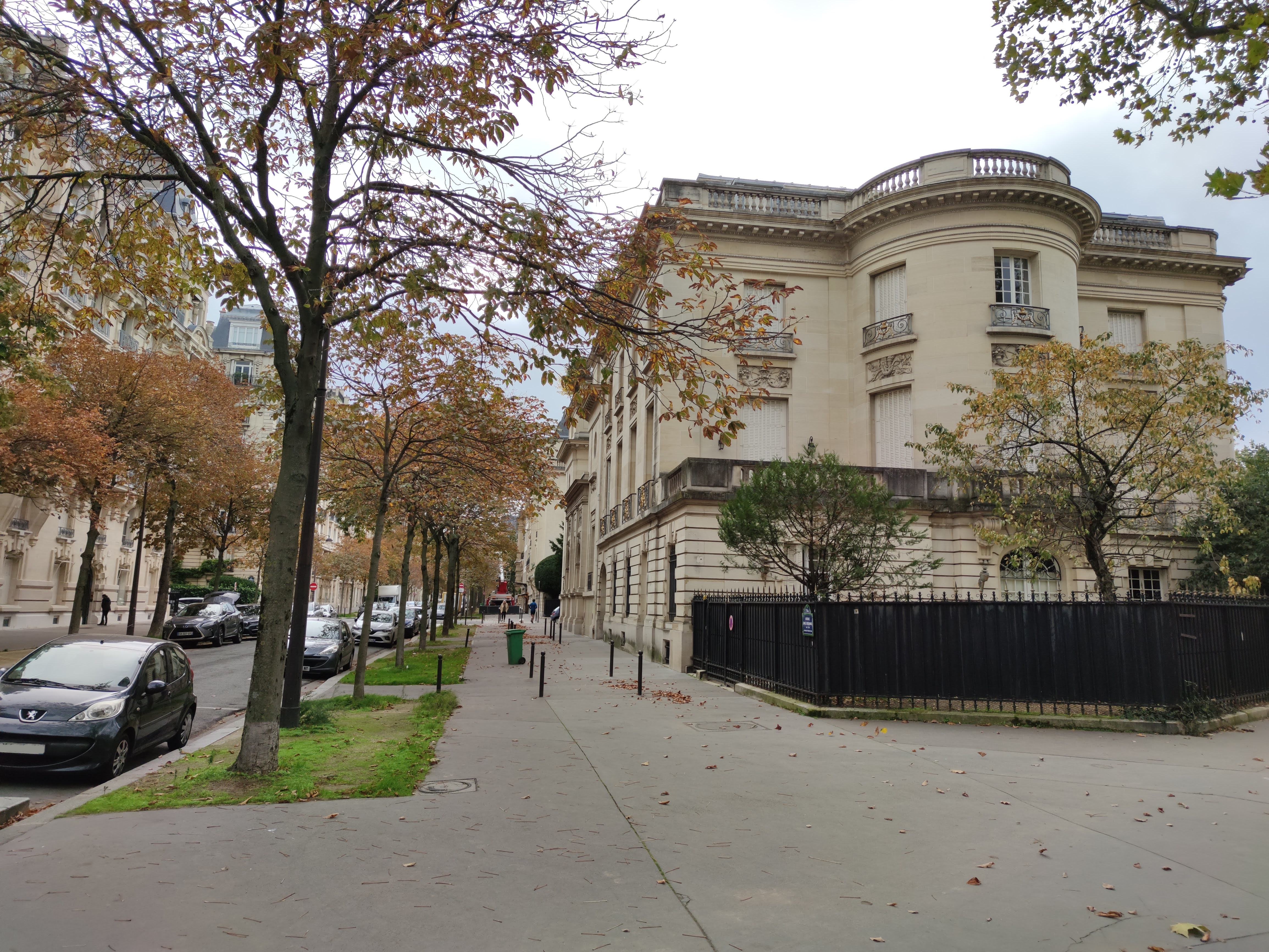
2, avenue Émile-Deschanel, Paris.

En 2020, pour 70 millions d'euros, il fait l'acquisition de l'hôtel dit de Fleury, un hôtel particulier de 600 m2 de type néoclassique construit en 1912. Le bien est situé à Paris, en bordure du Champ-de-Mars, au 2, avenue Émile-Deschanel. En 2022, il y entreprend des travaux de restauration et de décoration prévus pour durer au moins trois ans.
Il est également propriétaire depuis 2018 du yacht Mogambo, d'une longueur de 73 mètres et depuis 2020 du yacht Moonrise d’une longueur de 100 mètres. Son coût de construction est estimé à 220 millions de dollars américains.
En 2024, il achète un château situé au cap d’Antibes sur la côte d’Azur, confisqué à un oligarque russe, pour 65 millions d’euros.